# ويليام فلين
ويليام فلين (بالإنجليزية: William Flynn)‏ هو مهندس المناظر الطبيعية أمريكي، ولد في 25 ديسمبر 1890 في ميلتون في الولايات المتحدة، وتوفي في 24 يناير 1944 في فيلادلفيا في الولايات المتحدة.